# Stein des guten Glücks

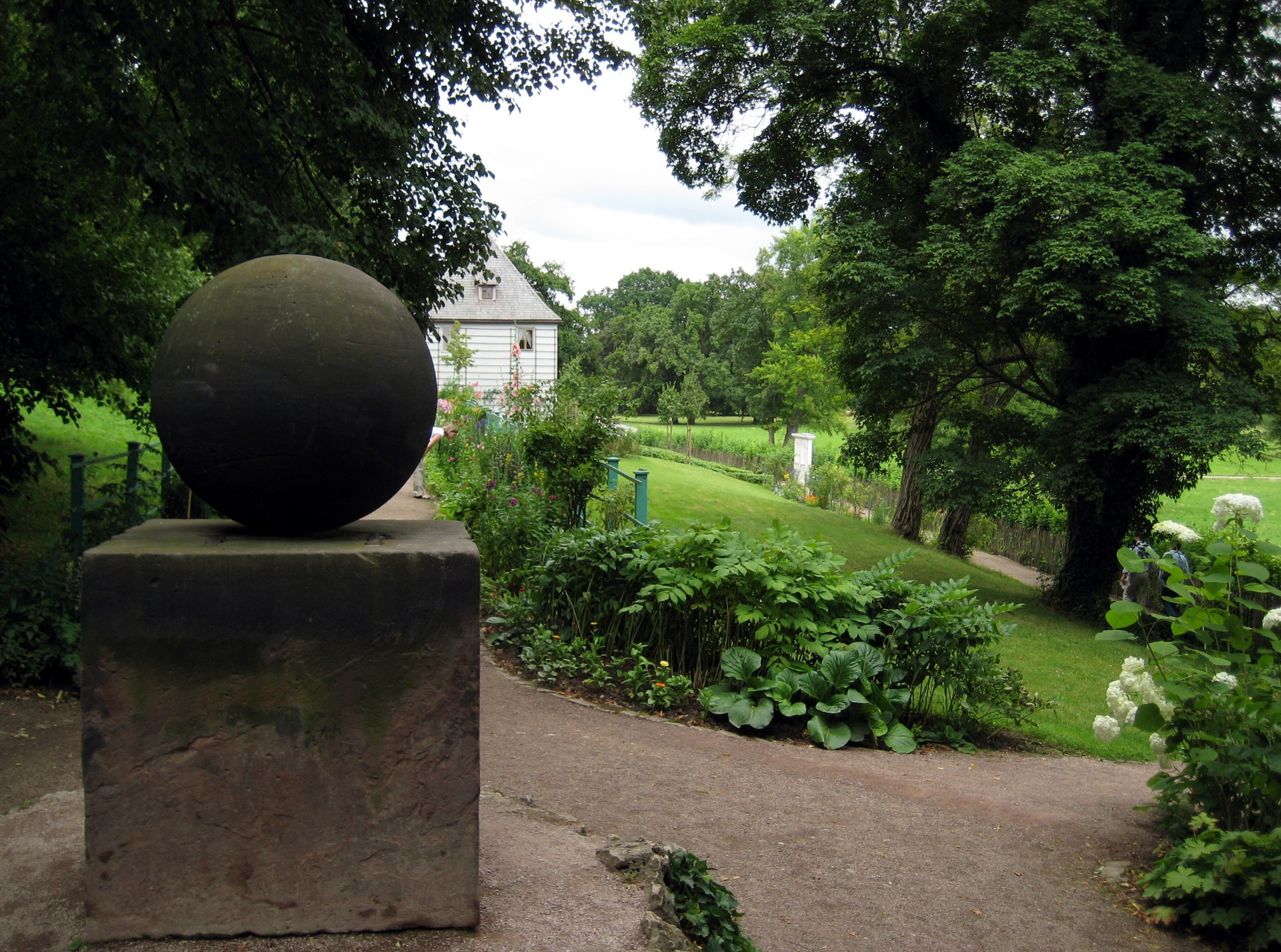
Goethes „Altar der Agathé Tyché“

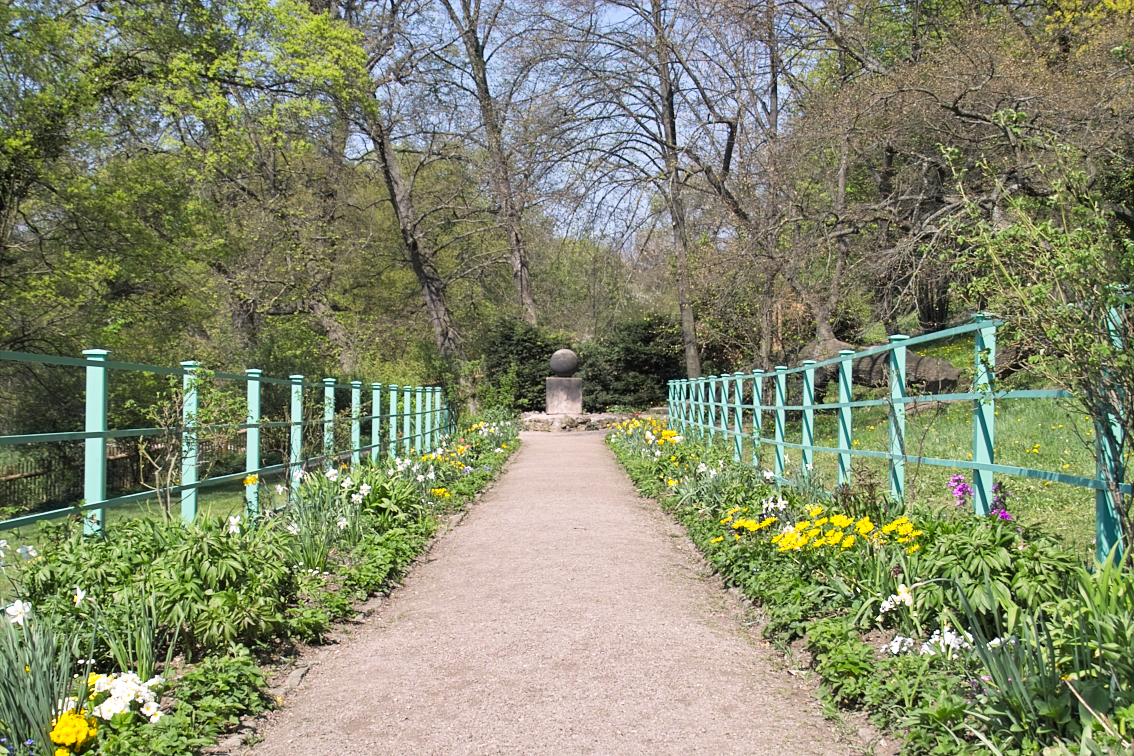
Blick vom Gartenhaus auf das Denkmal

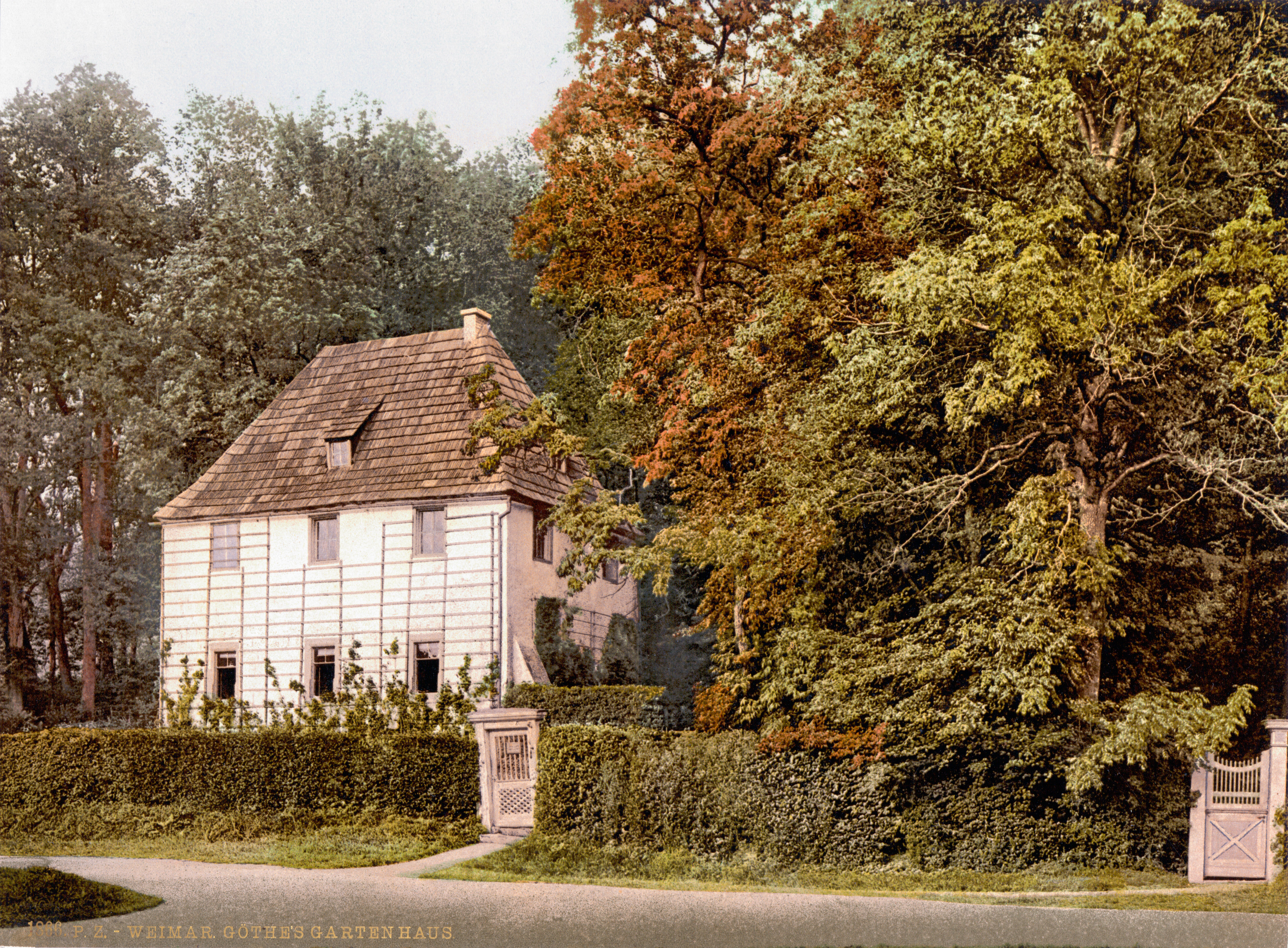
Goethes Gartenhaus um 1900

Der Stein des guten Glücks (auch: Altar der Agathé Tyché) ist ein Denkmal, das Johann Wolfgang von Goethe in der Nähe seines Gartenhauses im Park an der Ilm in Weimar errichten ließ. Das Denkmal, das eine auf einem Kubus ruhende Kugel zeigt, gilt als eines der ersten nichtfigürlichen Denkmäler in Deutschland.

## Entstehung
Goethe wandte sich an seinen ehemaligen Leipziger Lehrer Adam Friedrich Oeser, um ihn an seinen Planungen zu beteiligen. Er schreibt am 25. Dezember 1776 in sein Tagebuch: „Zu Oesern. agathe tyche, Zu Frau von Stein.“ Am 5. April 1777 vermerkt Goethe die Vollendung des Werkes: „Agathe Tyche gegründet!“

## Gestalt und Bedeutung
Goethe greift mit der Symbolik seines Denkmals auf bereits bestehende Traditionen der Kunst zurück. Während der Kubus ein Symbol der Festigkeit und Beständigkeit darstellt, symbolisiert die Kugel das Schwankende, Unbeständige. Auch die Kombination beider Elemente lässt sich bereits in der Kunstgeschichte nachweisen. Tyche kann gleichermaßen für eine glückliche oder unglückliche Fügung des Schicksals stehen. Hier aber wird „die bewegliche, schwankende Göttin des Glücks vom Kubus als festem, stabilem zur Ruhe gebracht […].“
Nach Timo John war dieses Denkmal für Goethe „ein Bekunden seiner Liebe zu Charlotte von Stein, zum anderen sollte es seinem Glück am eigenen Haus und Garten Ausdruck verleihen. Es war ein Zeichen des Dankes für Wohlergehen.“